# Архипов, Евгений Валерьевич
Евге́ний Вале́рьевич Архи́пов (род. 4 января 1992, Москва) — российский кёрлингист, третий в мужской команде России на зимних Олимпийских играх 2014 года.
Играет в основном на позиции четвёртого. Многократно был скипом команды.

## Биография
Учится в Российском государственном университете физической культуры.

## Достижения
- Зимние Универсиады: серебро (2015).
- Чемпионат России по кёрлингу среди мужчин: золото (2017).
- Кубок России по кёрлингу среди мужчин: серебро (2018).
- Кубок России по кёрлингу среди смешанных команд: золото (2010
- Чемпионат мира по кёрлингу среди юниоров: серебро (2013).
- Первенство Европы по кёрлингу среди юниоров: серебро (2011, 2012).
- Чемпион России среди молодежи в 2011 и 2012 годах.[1]

## Команды
| Сезон                                               | Четвёртый           | Третий              | Второй             | Первый             | Запасной                          | Тренер                                                          | Турниры                               |
| --------------------------------------------------- | ------------------- | ------------------- | ------------------ | ------------------ | --------------------------------- | --------------------------------------------------------------- | ------------------------------------- |
| 2009—10                                             | Алексей Стукальский | Артём Болдусев      | Виктор Корнев      | Вадим Раев         | Евгений Архипов                   | Василий Гудин                                                   | ЧМЮ 2010 (10 место)                   |
| 2009—10                                             | Евгений Архипов     | Вадим Раев          | Виктор Корнев      | Сергей Манулычев   |                                   |                                                                 | КРМ 2009 (8 место) ЧРМ 2010 (8 место) |
| 2010—11                                             | Артём Шмаков        | Евгений Архипов     | Сергей Глухов      | Александр Бадилин  | Сергей Манулычев                  |                                                                 | ПЕЮ 2011                              |
| 2011—12                                             | Евгений Архипов     | Артур Али           | Евгений Рябышев    | Тимур Гаджиханов   | Евгений Тавыриков                 |                                                                 | КРМ 2011 (13 место)                   |
| 2011—12                                             | Евгений Архипов     | Сергей Глухов       | Дмитрий Миронов    | Артур Ражабов      | Тимур Гаджиханов                  |                                                                 |                                       |
| 2011—12                                             | Евгений Архипов     | Сергей Глухов       | Тимур Гаджиханов   | Артур Али          | Дмитрий Миронов                   | Михаил Брусков                                                  | ПЕЮ 2012                              |
| 2012—13                                             | Евгений Архипов     | Сергей Глухов       | Дмитрий Миронов    | Артур Ражабов      | Тимур Гаджиханов                  |                                                                 |                                       |
| 2012—13                                             | Евгений Архипов     | Сергей Глухов       | Тимур Гаджиханов   | Артур Али          | Дмитрий Миронов                   | Василий Гудин                                                   | ЧМЮ 2013                              |
| 2013—14                                             | Евгений Архипов     | Алексей Стукальский | Андрей Дроздов     | Пётр Дрон          | Александр Козырев                 | Василий Гудин                                                   | ЧЕ 2013 (6 место)                     |
| 2013—14                                             | Евгений Архипов     | Сергей Глухов       | Дмитрий Миронов    | Александр Козырев  | Артур Ражабов                     |                                                                 |                                       |
| 2013—14                                             | Алексей Стукальский | Евгений Архипов     | Андрей Дроздов     | Пётр Дрон          | Александр Козырев                 | Василий Гудин                                                   | ЗОИ 2014 (7 место)                    |
| 2013—14                                             | Алексей Стукальский | Сергей Глухов       | Евгений Архипов    | Пётр Дрон          | Александр Козырев                 | Родгер Густаф Шмидт                                             | ЧМ 2014 (11 место)                    |
| 2014—15                                             | Евгений Архипов     | ?                   | ?                  | ?                  |                                   |                                                                 | КРМ 2014 (4 место)                    |
| 2014—15                                             | Евгений Архипов     | Александр Козырев   | Arthur Kazkalov    | Сергей Глухов      |                                   |                                                                 |                                       |
| 2014—15                                             | Евгений Архипов     | Александр Козырев   | Артур Ражабов      | Антон Калалб       | Алексей Стукальский               | Василий Гудин                                                   | ЧЕ 2014 (6 место) ЧМ 2015 (12 место)  |
| 2014—15                                             | Евгений Архипов     | Алексей Стукальский | Артур Ражабов      | Антон Калалб       | Андрей Дроздов                    | Василий Гудин                                                   | ЗУ 2015                               |
| 2015—16                                             | Евгений Архипов     | ?                   | ?                  | ?                  |                                   |                                                                 | ЧРМ 2015 (5 место)                    |
| 2015—16                                             | Алексей Стукальский | Евгений Архипов     | Артур Ражабов      | Антон Калалб       | Андрей Дроздов                    | Василий Гудин, Сёрен Гран                                       | ЧЕ 2015 (7 место)                     |
| 2015—16                                             | Евгений Архипов     | Тимур Гаджиханов    | Артур Али          | Александр Кузьмин  | Владимир Собакин                  |                                                                 | ЧРМ 2016 (6 место)                    |
| 2016—17                                             | Евгений Архипов     | Сергей Глухов       | Дмитрий Миронов    | Александр Козырев  |                                   |                                                                 | ЧРМ 2017                              |
| 2017—18                                             | Евгений Архипов     | Артур Али           | Дмитрий Миронов    | Антон Калалб       | Сергей Глухов                     |                                                                 | ЧРМ 2018 (4 место)                    |
| 2018—19                                             | Вадим Раев          | Евгений Архипов     | Артём Пузанов      | Николай Левашев    | Андрей Шестопалов                 |                                                                 | КРМ 2018                              |
| 2018—19                                             | Николай Левашев     | Вадим Раев          | Евгений Архипов    | Лев Пузаков        | Артём Пузанов                     |                                                                 | ЧРМ 2019 (7 место)                    |
| 2019—20                                             | Вадим Раев          | Евгений Архипов     | Лев Пузаков        | Сергей Андрианов   | Николай Левашев                   |                                                                 | КРМ 2019 (11 место)                   |
| 2021—22                                             | Евгений Архипов     | Максим Шибилкин     | Дмитрий Сироткин   | Даниил Фомин       | Александр Чеканов                 | Ольга Андрианова, Д.Ю. Андрианов                                | КРМ 2021 (12 место)                   |
| 2021—22                                             | Даниил Возняк       | Кирилл Андрианов    | Роман Жуковский    | Артём Мордвинков   | Евгений Архипов                   | Н.Н. Петрова, Д.Ю. Андрианов                                    | ЧРМ 2022 (16 место)                   |
| Кёрлинг среди смешанных команд (mixed curling)      |                     |                     |                    |                    |                                   |                                                                 |                                       |
| 2007—08                                             | Ольга Жаркова       | Вадим Школьников    | Нкеирука Езех      | Антон Калалб       | М. Борисов, Евгений Архипов       |                                                                 | ЧРСК 2008 (5 место)                   |
| 2008—09                                             | Вадим Раев          | Алина Биктимирова   | Евгений Архипов    | Ольга Лаврова      |                                   |                                                                 | ЧРСК 2009 (18 место)                  |
| 2009—10                                             | Вадим Школьников    | Виктория Макаршина  | Евгений Архипов    | Анна Лобова        | Евгений Рябышев, Надежда Лепезина | Ольга Андрианова, Светлана Калалб, Н.Н. Петрова, Р.В. Алисиевич | КРСК 2009 (4 место)                   |
| 2010—11                                             | Людмила Прививкова  | Андрей Дроздов      | Нкеирука Езех      | Артём Болдузев     | Надежда Лепезина, Евгений Архипов |                                                                 | КРСК 2010                             |
| 2010—11                                             | Александр Козырев   | Анна Лобова         | Евгений Архипов    | Евгения Дёмкина    |                                   |                                                                 | ЧРСК 2011 (8 место)                   |
| 2011—12                                             | Маргарита Фомина    | Евгений Архипов     | Екатерина Антонова | Сергей Манулычев   |                                   |                                                                 | КРСК 2011 (9 место)                   |
| 2011—12                                             | Александр Козырев   | Виктория Макаршина  | Евгений Архипов    | Анна Лобова        | Александр Челышев, Ольга Лаврова  |                                                                 | ЧРСК 2012 (5 место)                   |
| 2012—13                                             | Александр Козырев   | Галина Арсенькина   | Евгений Архипов    | Екатерина Антонова |                                   |                                                                 | ЧРСК 2013 (9 место)                   |
| 2013—14                                             | Евгений Архипов     | Алина Биктимирова   | Артур Али          | Алина Андросова    |                                   |                                                                 | ЧРСК 2014 (7 место)                   |
| Кёрлинг среди смешанных пар (mixed doubles curling) |                     |                     |                    |                    |                                   |                                                                 |                                       |
| 2008—09                                             | Анна Лобова         | Евгений Архипов     |                    |                    |                                   | Светлана Калалб, Н.Н. Петрова                                   | КРСП 2008 (10 место)                  |
| 2012—13                                             | Ольга Лаврова       | Евгений Архипов     |                    |                    |                                   |                                                                 | ЧРСП 2013 (5 место)                   |

(скипы выделены полужирным шрифтом)